# Кольцевая линия (Москва)
Кольцева́я линия — пятая по официальной нумерации (четвёртая по хронологии) линия Московского метрополитена. До замыкания Большой кольцевой линии, которое состоялось в конце 2022 года, была единственной кольцевой линией во всех метрополитенах бывшего СССР. Соединяет большинство линий Московского метрополитена (кроме Солнцевской, Большой кольцевой, Бутовской, Некрасовской и Троицкой) и семь из десяти железнодорожных вокзалов Москвы (кроме Рижского, Савёловского и Восточного), таким образом разгружая их. На всех станциях линии выход и вход пассажиров из вагонов осуществляется с левой стороны относительно движения поезда, все станции линии имеют островные платформы. На схемах обозначается коричневым цветом и числом  .
На линии расположено 12 станций (все пересадочные). Объединяет все диаметральные линии по порядку (кроме Люблинско-Дмитровской) как с южной, так и с северной стороны города. Вот лишь только с открытием будущей станции «Достоевская» порядок станций с пересадками на диаметральные линии с северной стороны города может нарушиться. Среднесуточный пассажиропоток всех её станций в 2011 году составлял 540 тысяч человек.

## История

### Предпосылки
В первоначальные планы Московского метрополитена Кольцевая линия не входила. Вместо неё планировалось строительство «диаметральных» линий с пересадками в центре города, однако после открытия второй очереди метрополитена в 1938 году выяснилось, что нагрузка на пересадочные узлы в таком случае была бы слишком большой. После Великой Отечественной войны было решено разгрузить их при помощи Кольцевой линии.
По другим сведениям, уже в конструкцию станции «Смоленская», пущенной в 1935 году, была заложена пересадка на будущую станцию Кольцевой линии: тогда Кольцо трассировалось целиком вдоль Садового кольца, ныне же пересадка со станции отсутствует.
Помимо радиальных линий, Кольцевая линия соединила семь из девяти существовавших тогда вокзалов столицы.

### Строительство
Первая очередь, открывшаяся в 1950 году, прошла от Крымской площади до Курского вокзала вдоль южной дуги Садового кольца со станциями на всех главных площадях: «Калужская» (ныне «Октябрьская»), «Серпуховская» (ныне «Добрынинская»), «Павелецкая» и «Таганская».
Второй участок кольца, открывшийся в 1952 году, проходил за пределами Садового кольца, присоединив к системе метрополитена крупнейшие транспортные узлы: станция «Комсомольская» (Казанский, Ленинградский и Ярославский вокзалы), «Ботанический сад» (ныне «Проспект Мира»), «Новослободская» и «Белорусская» (Белорусский вокзал). При этом Рижский и Савёловский вокзалы на тот момент всё ещё не были связаны с метрополитеном.
Последняя очередь в 1954 году замкнула кольцо, пройдя через Красную Пресню (там же было построено депо для линии) и Киевский вокзал.
Кольцевая линия оказалась ключевой в дальнейшем развитии Московского метрополитена. Часто радиальные линии строились «от кольца», лишь впоследствии соединяясь центральным участком; в современности есть пример двух линий, «соприкасающихся» с «кольцом», но не соединённых воедино — Калининская и Солнцевская. В настоящее время каждая из двенадцати станций на Кольцевой линии пересадочная (в 1954 году, при замыкании кольца, пересадочных было только шесть; последняя остававшаяся на линии станция без пересадки — «Новослободская» — получила переход на станцию «Менделеевская» в 1988 году).
В 1980-х годах для привлечения туристов был создан миф, согласно которому Кольцевую линию внесли в план строительства после того, как И. В. Сталин, слушав доклад о развитии метрополитена, поставил на схему с ним кружку с кофе. Этим, якобы, объясняется и, в том числе, выбор коричневого цвета для её обозначения — от кружки остался след.

### Архитектура
Станции Кольцевой линии, как и другие, построенные в то время, являются памятниками архитектуры в стиле сталинского ампира. Тематическая нагрузка в оформлении каждой станции отражает ключевые события того периода и важнейшие для народов СССР события конца 1940-х — начала 1950-х годов. Особую роль играет подвиг в Великой Отечественной войне. Так, станция «Парк культуры» символизирует отдых советского народа. «Калужская» («Октябрьская») — сочетание Победы с исторической славой. «Серпуховская» («Добрынинская») — величие русского зодчества. «Павелецкая» — Волгу, хлебницу России. «Таганская» — сочетание Победы с воинской славой. «Курская» — Черноземье. На «Комсомольской» — своды расписаны эпизодами из истории воинской славы России (художник П. Д. Корин, архитектор А. В. Щусев). «Ботанический сад» («Проспект Мира») — плодородность советского сельского хозяйства. «Новослободская» задумывалась как станция-грот, где витражи рассказывают о культурном величии страны. «Белорусская» посвящена братскому народу Белоруссии. «Краснопресненская» — революциям 1905 и 1917 годов. «Киевская», аналогично «Белорусской», рассказывает об истории Украины.
При этом почти все станции в той или иной форме содержали прославления Иосифа Сталина, которые после разоблачения его культа личности Н. С. Хрущёвым были тщательно убраны, доходило до переделок мозаичных композиций. Помпезность интерьера также относится и к вестибюлям. При строительстве у линии изначально было шесть пересадочных узлов. Из них только два («Белорусская» и «Курская») сохранили свой первоначальный облик. Вестибюли станций «Комсомольская» и «Парк культуры», построенные на 15—17 лет раньше, были снесены, так как они не отвечали требованием послевоенной помпезности. Радиальная «Павелецкая» сохранила свой первоначальный облик, но в 1953 году была полностью перестроена. А радиальная «Киевская» (1937 года, ныне Филёвской линии) была закрыта и заменена новой, находящейся на Арбатско-Покровской линии.
Помпезно оформлены также первая очередь Ленинградского метрополитена, глубокий Арбатский радиус и другие. По архитектурным замыслам такими же должны были стать станции Рижского, Фрунзенского, Филёвского и других радиусов, однако вскоре после завершения Кольцевой линии в 1955 году было выпущено постановление «Об устранении излишеств в проектировании и строительстве», в результате которого архитектура вновь строящихся станций Московского метрополитена вплоть до конца 1970-х годов была лишена яркости и помпезности, присущей Кольцевой линии, —больше внимания уделялось радиусам, а не центру.

## Станции
|       | Название станции Прежние названия                                                                         | Дата открытия  | Пере- садки | Глубина, м | Тип конструкции                            | Координаты                      | Вид станции |
| ----- | --- | -------------- | ----------- | ---------- | ------------------------------------------ | ------------------------------- | ----------- |
| @5 01 | «Парк культуры» ЦПКиО имени Горького (с 01.01.1950 до 1965) Парк культуры имени Горького (с 1965 до 1980) | 1 января 1950  | 01          | −40        | пилонная глубокого заложения трёхсводчатая | 55°44′09″ с. ш. 37°35′29″ в. д. |             |
| @5 02 | «Октябрьская» Калужская (с 01.01.1950 до 06.06.1961)                                                      | 1 января 1950  | 06          | −40        | пилонная глубокого заложения трёхсводчатая | 55°43′47″ с. ш. 37°36′33″ в. д. |             |
| @5 03 | «Добрынинская» Серпуховская (с 01.01.1950 до 06.06.1961)                                                  | 1 января 1950  | 09          | −35,5      | пилонная глубокого заложения трёхсводчатая | 55°43′45″ с. ш. 37°37′27″ в. д. |             |
| @5 04 | «Павелецкая»                                                                                              | 1 января 1950  | 02          | −40        | пилонная глубокого заложения трёхсводчатая | 55°43′54″ с. ш. 37°38′16″ в. д. |             |
| @5 05 | «Таганская»                                                                                               | 1 января 1950  | 07 08       | −53        | пилонная глубокого заложения трёхсводчатая | 55°44′30″ с. ш. 37°39′06″ в. д. |             |
| @5 06 | «Курская»                                                                                                 | 1 января 1950  | 03 10 D2 D4 | −40        | колонная глубокого заложения трёхсводчатая | 55°45′25″ с. ш. 37°39′34″ в. д. |             |
| @5 07 | «Комсомольская»                                                                                           | 30 января 1952 | 01 D2 D4    | −37        | колонная глубокого заложения трёхсводчатая | 55°46′29″ с. ш. 37°39′18″ в. д. |             |
| @5 08 | «Проспект Мира» Ботанический сад (с 30.01.1952 до 26.10.1966)                                             | 30 января 1952 | 06          | −40        | пилонная глубокого заложения трёхсводчатая | 55°46′47″ с. ш. 37°37′54″ в. д. |             |
| @5 09 | «Новослободская»                                                                                          | 30 января 1952 | 09          | −40        | пилонная глубокого заложения трёхсводчатая | 55°46′48″ с. ш. 37°36′10″ в. д. |             |
| @5 10 | «Белорусская»                                                                                             | 30 января 1952 | 02 D1 D4    | −42,5      | пилонная глубокого заложения трёхсводчатая | 55°46′35″ с. ш. 37°35′04″ в. д. |             |
| @5 11 | «Краснопресненская»                                                                                       | 14 марта 1954  | 07          | −35,5      | пилонная глубокого заложения трёхсводчатая | 55°45′41″ с. ш. 37°34′39″ в. д. |             |
| @5 12 | «Киевская»                                                                                                | 14 марта 1954  | 03 04 4А    | −53        | пилонная глубокого заложения трёхсводчатая | 55°44′41″ с. ш. 37°33′56″ в. д. |             |

## Депо и подвижной состав
| Электродепо           | Период      |
| --------------------- | ----------- |
| ТЧ-2 «Сокол»          | 1950—1954   |
| ТЧ-4 «Красная Пресня» | с 1954 года |

### Количество вагонов в поезде
| Количество         | Период                 |
| ------------------ | ---------------------- |
| 6                  | 1950 (с января по май) |
| 5                  | 1950—1951              |
| 4                  | 1951—1983              |
| 6                  | 1978—2011              |
| 4 (модели «Русич») | 2009—2011              |
| 5 (модели «Русич») | 2011—2021              |
| 7                  | с 2020 года            |

По данным 2010 года, на линии было задействовано около 230 вагонов.

### Тип подвижного состава
| Тип                          | Период                                 |
| ---------------------------- | -------------------------------------- |
| Г                            | 1950—1983                              |
| Еж3, Ем-508Т                 | 2016—2017 2020—2021 (новогодний поезд) |
| 81-717/714                   | 1978—2011                              |
| 81-740.4/741.4 «Русич»       | 2009—2021                              |
| 81-740.1/741.1 «Русич»       | 2011                                   |
| 81-775/776/777 «Москва-2020» | с 2020 года                            |

В 2020 году было принято решение об очередной внеплановой замене подвижного состава на Кольцевой линии. В конце июля 2020 года в электродепо «Красная Пресня» поступил первый состав модели 81-775/776/777 «Москва-2020» для прохождения обкатки. 6 октября 2020 года на Кольцевой линии состоялась первая поездка нового поезда с пассажирами. 19 июня 2021 года поезда модели «Москва-2020» полностью заменили вагоны типа 81-740.4/741.4 «Русич».
В канун Нового 2023 года на Кольцевую линию впервые в истории Московского метрополитена вышел поезд «Москва-2020», украшенный кристаллами.

## Особенности
В 1953 году Кольцевая линия стала первой в Московском метрополитене, в вагонах поездов которой появился автоинформатор; поезда были оборудованы радиосвязью с диспетчером.
10 февраля 1973 года Кольцевая линия стала первой в Московском метрополитене, на которую из электродепо ТЧ-4 «Красная Пресня» выехал машинист в «одно лицо» — без помощника. Впоследствии эта практика распространилась и на другие линии.
Кольцевая линия стала первой, где была внедрена система АЛС-АРС.

## Парад поездов
15 мая 2015 года в честь празднования 80-летия Московского метрополитена на линии впервые был организован парад поездов. В течение этого и следующего дня пассажиры смогли проехать не только в привычных поездах модели «Русич» (эксплуатировались на Кольцевой линии в 2011—2021 гг.) вместе с ними по направлению против часовой стрелки друг за другом курсировали разнообразные поезда, которые эксплуатируются на других линиях метрополитена. Впоследствии акция стала ежегодной и парад поездов проводится каждый год (кроме 2020 года) 15 мая или в выходные, наиболее близкие к этой дате. Особенностями празднования в 2022 году стали назначение дополнительного парада на День Московского транспорта, выезд отреставрированного первого в СССР состава из вагонов типа «А» с пассажирами по нескольким станциям Сокольнической линии и проведение реконструкции открытия первого дня работы Московского метрополитена 15 мая 1935 года на станции «Сокольники», в 2023 году — перенос парада на Большую кольцевую линию и «участие» в дополнительно назначенном на 8—9 июля параде в честь Дня Московского транспорта состава из вагонов 81-717.6/714.6. Парад на Большой кольцевой линии также впервые провели 9—10 сентября в честь Дня города. Особенностью на празднование 90-летия стало возвращение парада поездов на Кольцевую линию, а также его движение по часовой стрелке. 
Участниками парада являлись:
| №  | Тип                                              | Годы                            |
| -- | ------------------------------------------------ | ------------------------------- |
| 1  | 81-717.5А/714.5А (ретро-поезд «Сокольники»)      | 2015—2019 2021—2022 c 2025 года |
| 2  | Еж3/Ем-508Т                                      | 2015—2019 2021—2022             |
| 3  | 81-717.5/714.5                                   | 2015—2019                       |
| 3  | 81-717/714 (один вагон в составе 81-717.5/714.5) | 2018—2019                       |
| 3  | 81-717.5М/714.5М                                 | 2021—2022 с 2025 года           |
| 4  | 81-717.6/714.6                                   | с 2025 года                     |
| 5  | 81-720.1/721.1 «Яуза»                            | 2015—2019 2021                  |
| 6  | 81-740.4/741.4 «Русич»                           | 2015—2019 2021—2022 с 2025 года |
| 6  | 81-740.1/741.1 «Акварель»                        | 2019                            |
| 7  | 81-760/761 «Ока»                                 | 2015—2019 2021 2022             |
| 7  | 81-760А/761А/763А «Ока»                          | с 2025 года                     |
| 8  | 81-765/766/767 «Москва»                          | 2017—2019                       |
| 8  | 81-765.2/766.2/767.2 «Москва»                    | 2019 2021—2022 2025             |
| 9  | 81-775/776/777 «Москва-2020»                     | 2021—2022 с 2025 года           |
| 10 | 81-775.2/776.2/777.2 «Москва-2024»               | с 2025 года                     |

## Зонный оборот поездов
Для выравнивания графика движения, а также при съёме поездов в депо и ПТО организуют так называемые зонные обороты поездов, то есть поезда следуют не по привычному маршруту, а до ближайшей станции, где есть путевое развитие (не конечной) и возможность быстро организовать оборот поезда (смену его направления движения). На Кольцевой линии для этих целей используют станции «Парк культуры» и «Краснопресненскую» при движении по часовой стрелке, «Курскую» и «Белорусскую» при движении против часовой стрелки.

## Средства сигнализации, автоматизации и связи
В 2016 году на Кольцевой линии тестировалась система автоведения: после закрытия дверей поезда сами отправлялись со станций.
В разное время на Кольцевой линии использовалась разная система сигнализации — «смешанная» автоблокировка — автоблокировка с автостопами и защитными участками, дополненная АЛС-АРС. С 2020 года на линии велись работы по замене систем сигнализации. Во время частичного закрытия движения со 2 по 7 января 2023 года (со 2 по 4 января было закрыто движение против часовой стрелки, с 5 по 7 января было закрыто по часовой стрелке) проведено обновление систем автоматики и телемеханики, благодаря чему уменьшились интервалы и увеличилось количество пар поездов — с 34 до 36. После обновления инфраструктуры автоблокировка является на линии резервным (дополнительным) средством сигнализации и используется с целью осуществления проезда подвижного состава с необорудованными/неисправными/нерабочими устройствами АЛС-АРС, поскольку сигнал «один синий огонь», включённый на светофорах полуавтоматического действия, согласно Инструкции по сигнализации (ИСИ), является для них запрещающим показанием.

## Перспективы
Непосредственно при проектировании и строительстве линии были предусмотрены заделы для последующего строительства станций. Такие заделы были предусмотрены между станциями «Таганская» и «Курская», «Новослободская» и «Проспект Мира», «Киевская» и «Краснопресненская». Задел представляет собой прямолинейный участок тоннелей на минимальном уклоне с межтоннельным расстоянием, позволяющим строительство станции.
Строится станция «Достоевская» между «Новослободской» и «Проспектом Мира» с пересадкой на одноимённую станцию Люблинско-Дмитровской линии. Она станет третьей станцией глубокого заложения в истории Московского метрополитена после «Горьковской» и «Беломорской», которую планируется построить на действующем участке без остановки движения поездов. Ранее в планах было сооружение станции «Российская» (между станциями «Киевская» и «Краснопресненская», с пересадкой на станцию «Дорогомиловская»), однако от неё отказались ввиду сложности, долговременности и дороговизны проекта.

## Происшествия

#### Взрыв на станции «Белорусская» (2001)
Взрыв на станции «Белорусская» произошёл 5 февраля 2001 года в 18:45 по московскому времени. Бомба была заложена под мраморную скамью, расположенную на платформе. Благодаря большому весу скамьи, которая смягчила удар, последствия взрыва были не столь большими.

#### Авария эскалатора на станции «Комсомольская» (2012)
15 апреля 2012 года в вестибюле станции «Комсомольская» резко остановился эскалатор, в результате чего пострадало 10 человек, погибших не было. Причиной аварии стала халатность рабочих, не надевших муфту на крайние эскалаторы во время текущего ремонта среднего эскалатора в наклонном ходе.

#### Обрушение породы на строящейся станции «Суворовская» (2013)
4 февраля 2013 года на строящейся станции «Суворовская» в стволе шахты произошло обрушение породы, в результате которого пострадал один рабочий.